# Krommenie

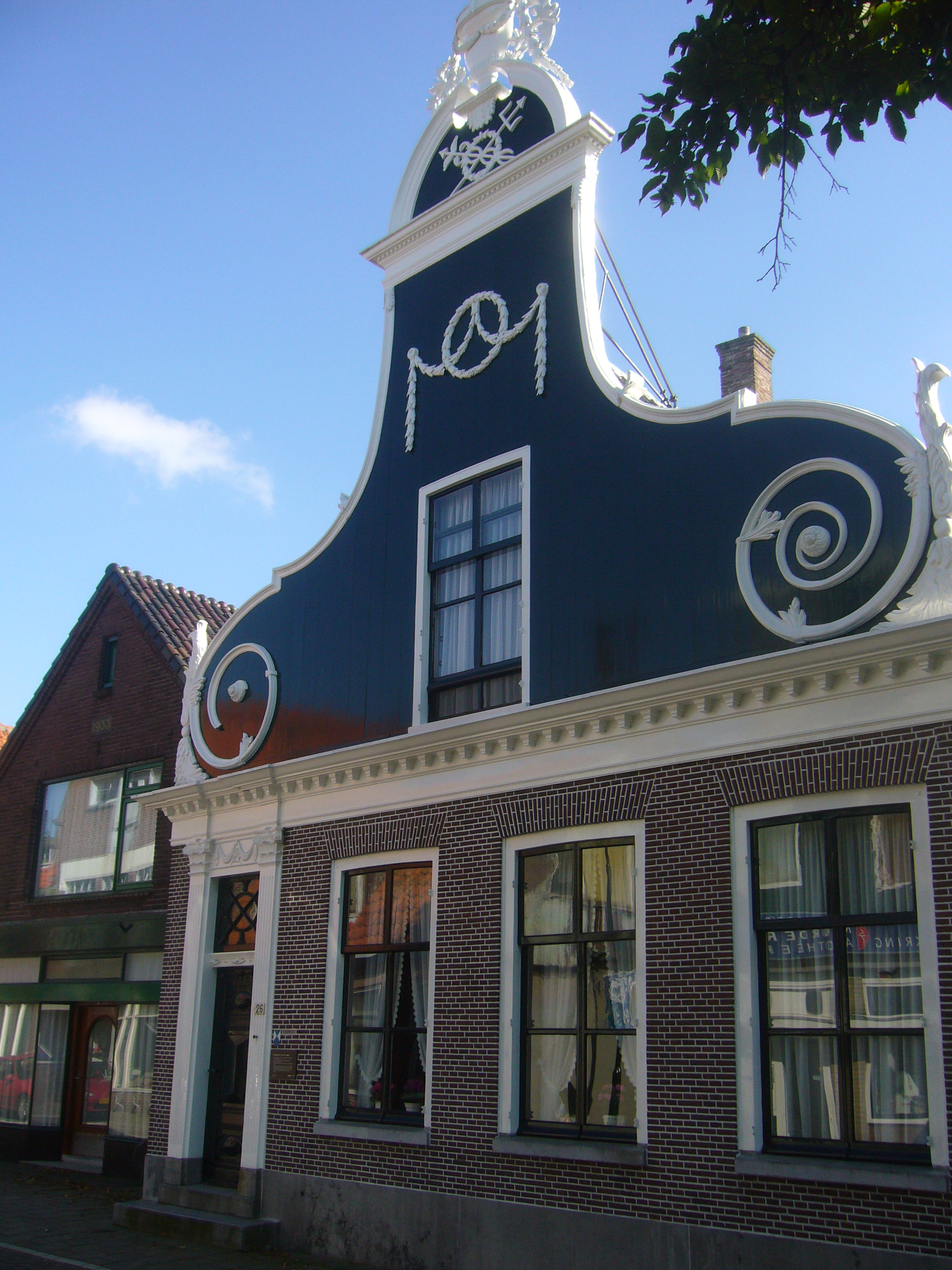
Krommenie: edificio storico nella Noorderhoofdstraat

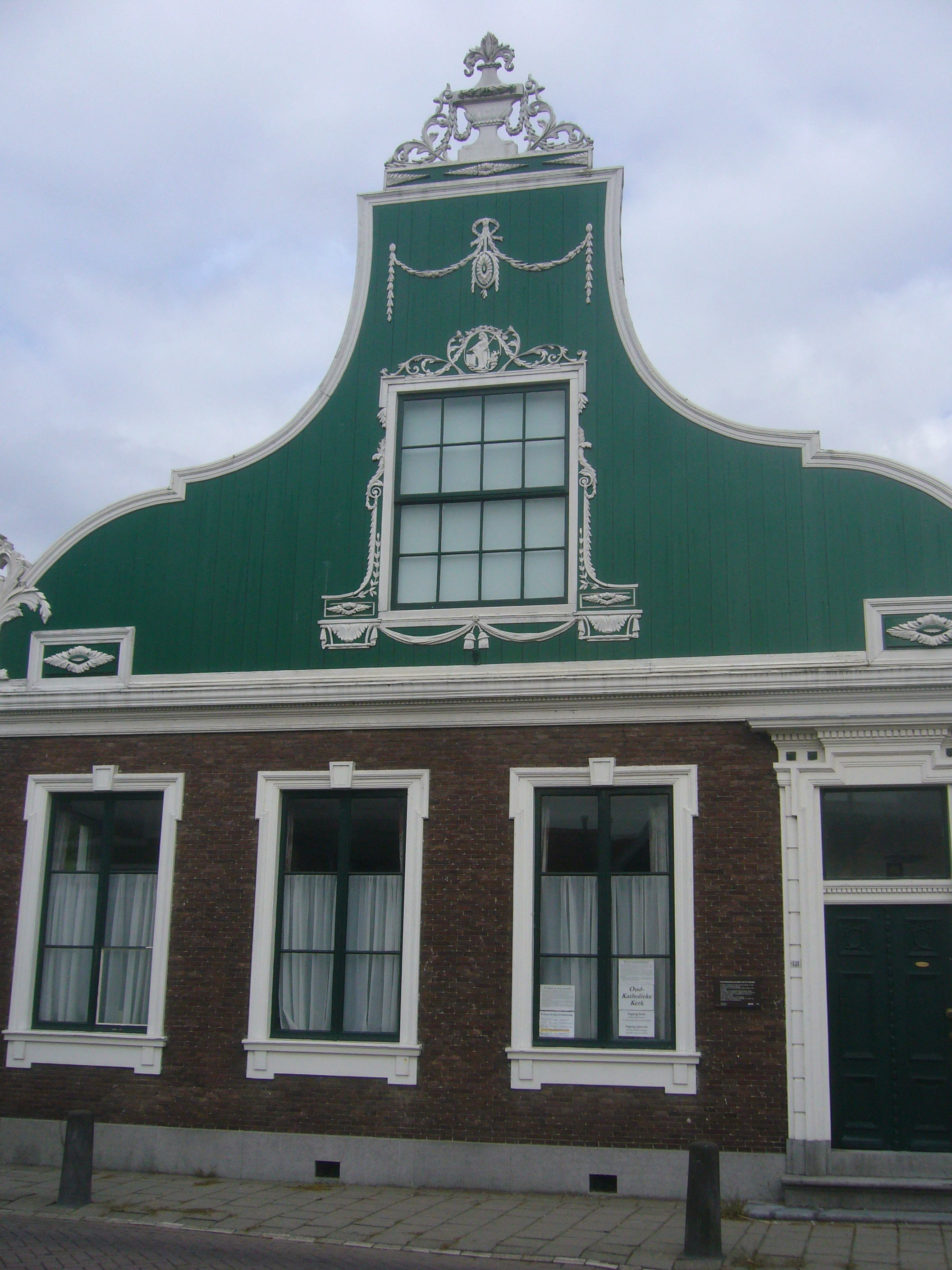
Edificio storico a Krommenie

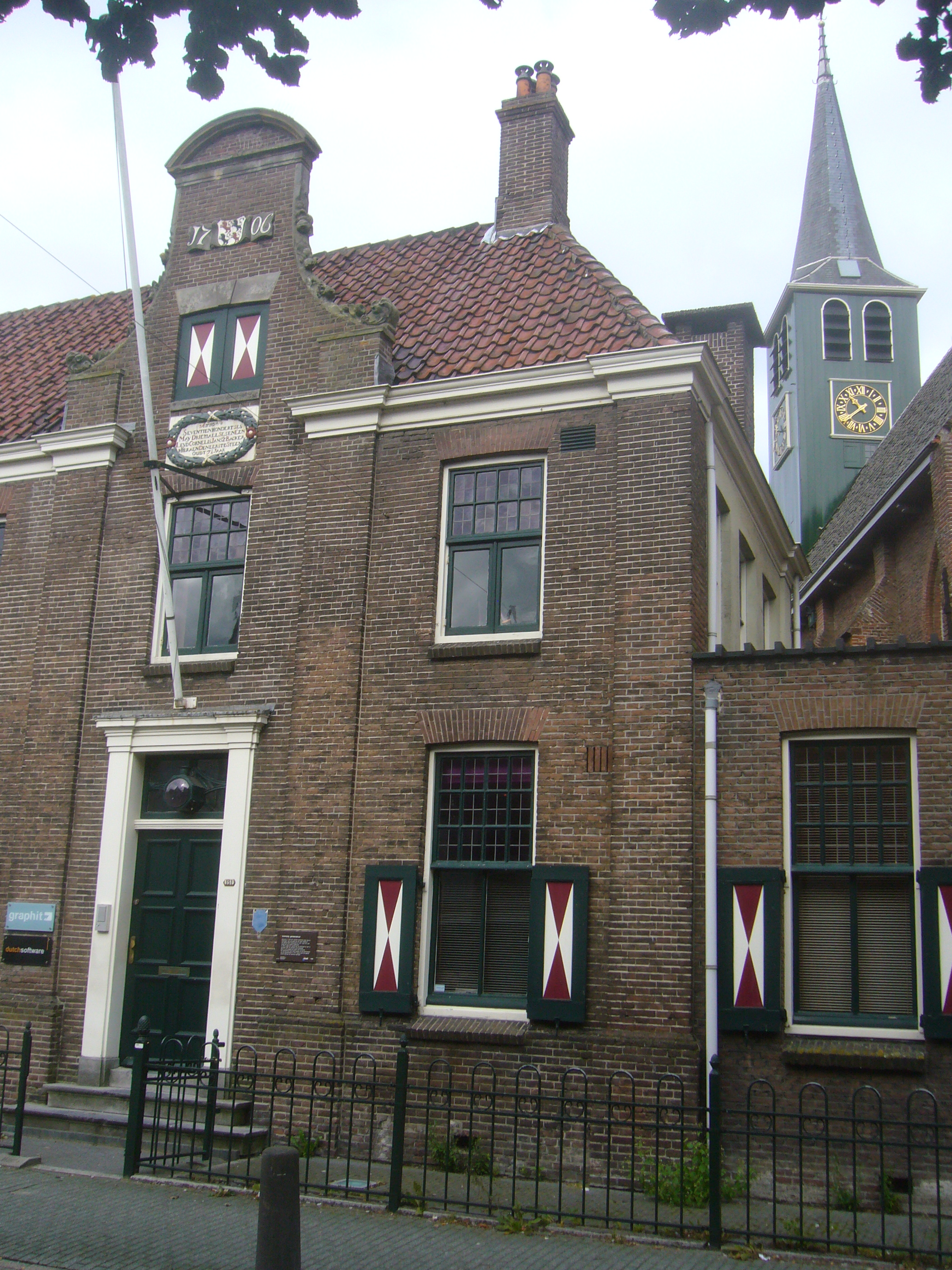
Krommenie: l'ex-municipio e il campanile della chiesa di San Nicola

Krommenie (nel dialetto locale: Krommenije) è una cittadina di circa 17.000 abitanti del nord-ovest dei Paesi Bassi, facente parte della provincia della Olanda Settentrionale e situata lungo il corso del fiume omonimo, nella regione di Zaanstreek. Dal punto di vista amministrativo, si tratta di un ex-comune, dal 1974 accorpato alla municipalità di Zaanstad.

## Geografia fisica
Krommenie si estende ad ovest del corso del fiume Zaan, a sud delle località di Uitgeest e Markenbinnen e a nord delle località di Assendelft e Wormerveer.

## Origini del nome
Il toponimo Krommenie deriva dall'omonimo corso d'acqua (attestato anticamente come Crommenye e Crummenie), un emissario dell'IJ. Nel toponimo sono presenti i termini krom, che significa "curvo" e aa, che significa "corso d'acqua".

## Storia

### Dalle origini ai giorni nostri
Fino agli anni venti del XX secolo, aveva notevole importanza l'industria per la produzione di lamiere e linoleum.

### Simboli
Nello stemma di Krommenie sono raffigurati quattro leoni (due di colore rosso e due di colore nero).
Questo stemma deriva da quello del casato di Westsaene e Crommenie.

## Monumenti e luoghi d'interesse
Krommenie vanta 17 edifici classificati come rijksmonumenten e 24 edifici classificati come gemeentelijke monumenten.

### Architetture religiose

#### Chiesa di San Nicola
Principale edificio religioso di Krommenie è la Chiesa di San Nicola (Nicolaaskerk), situata nella Kerkplein e risalente al 1658.

### Architetture civili

#### Municipio
Altro edificio d'interesse è l'ex-municipio: situato lungo la Zuiderhoofdstraat, fu costruito nel 1706 ed ampliato nel 1911.

### Siti archeologici
A Krommenie sono stati rinvenuti nell'ottobre del 2018 i resti di una torre di guardia risalente probabilmente all'epoca romana.

## Società

### Evoluzione demografica
Al censimento del 2018, Krommenie contava una popolazione pari a 17.226 abitanti. 
Dal 2013, quando contava 17.131 abitanti, la località ha conosciuto un lento, ma progressivo incremento demografico.

## Geografia antropica

### Suddivisioni amministrative
Buurtschappen
- Busch en Dam (in parte)